# Jamaica (Ben E. King)
Jamaica is een nummer van Ben E. King van zijn elpee Seven letters uit 1964. In 1975 bracht hij het ook nog op een single uit met Don't drive me away op de B-kant. De single behaalde geen hitnotering.
Verder zette King het nummer nog op zijn album Here comes the night (1984). Ook verscheen het op heruitgaven van Seven letters, zoals in Original album series (2010).
Jamaica werd verschillende malen door de Nederlandse band The Cats gecoverd, met Piet Veerman als leadzanger. Het nummer stond voor het eerst op de cd-versie van Like the old days uit 1990 en niet op de elpeeversie van 1978; de originele opname is daarom wellicht uit de tweede helft van de jaren zeventig. Verder verscheen het op de vierdubbel-cd The complete collection (2002), de vijfdubbel-cd The Cats 100 (2008), de driedubbel-cd Best of (2012) en de box met 18 cd's Complete (2014).
Een andere cover verscheen in 2008 van Laurel Aitken & The Cookoomackastick. Aitken is een Cubaan die geëmigreerd is naar Jamaica.